# Pellegrini (departamento)
Pellegrini é um departamento da Argentina, localizado na 
província de Santiago del Estero.